# Bulgaria en los Juegos Paralímpicos de Londres 2012
Bulgaria estuvo representada en los Juegos Paralímpicos de Londres 2012 por ocho deportistas, cuatro hombres y cuatro mujeres.

## Medallistas
El equipo paralímpico búlgaro obtuvo las siguientes medallas:
| Nombre            | Deporte   | Evento                          |
| ----------------- | --------- | ------------------------------- |
| Oro               |           |                                 |
| —                 |           |                                 |
| Plata             |           |                                 |
| Stela Eneva       | Atletismo | Disco F57/58 femenino           |
| Stela Eneva       | Atletismo | Peso F57/58 femenino            |
| Bronce            |           |                                 |
| Radoslav Zlatanov | Atletismo | Salto de longitud F13 masculino |